# Balthazar Lange
Balthazar Conrad Lange (né le 25 mars 1854 à Asker, décédé le 13 septembre 1937 à Oslo) était un architecte norvégien.
Lange est surtout connu aujourd'hui en Norvège pour le sanatorium d'Holmenkollen, devenu aujourd'hui le Holmenkollen Park Hotel Rica à Oslo, réalisation dans le style dragon. C'était également un architecte de gares ferroviaires.

## Principales réalisations
Parmi ses œuvres, on compte un grand nombre de gares en particulier dans le Vestfold et l'Østfold. Pour autant, deux des gares les plus célèbres qu'il ait construites ne se situent dans aucun de ces deux comtés : la gare centrale de Trondheim et l'ancienne gare de Bergen.
Mais Lange n'est pas un architecte ayant travaillé uniquement dans les bâtiments ferroviaires. Ainsi a-t-il créé également une église, des casernes de pompiers, des écoles...

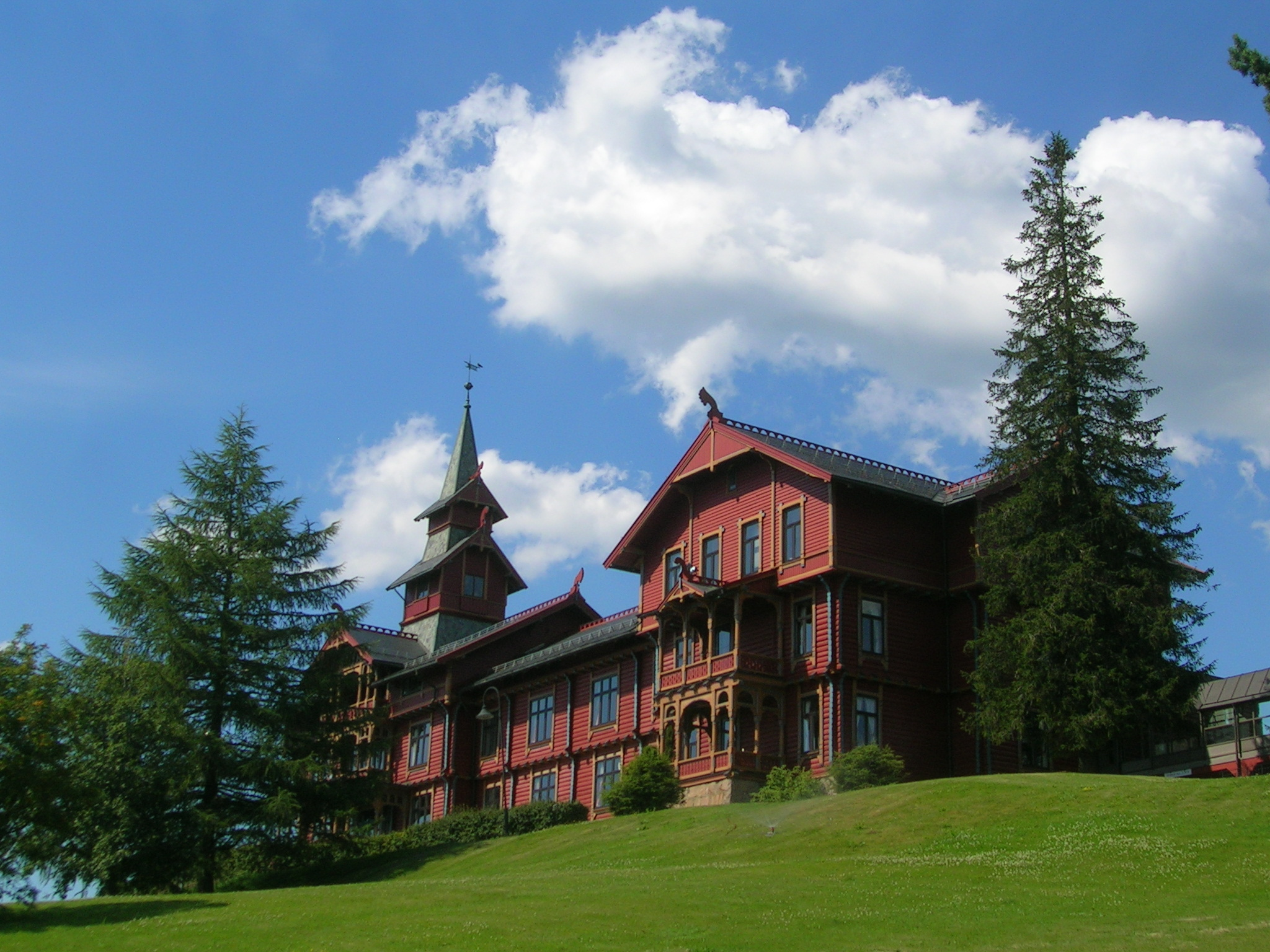
Holmenkollen Park Hotel
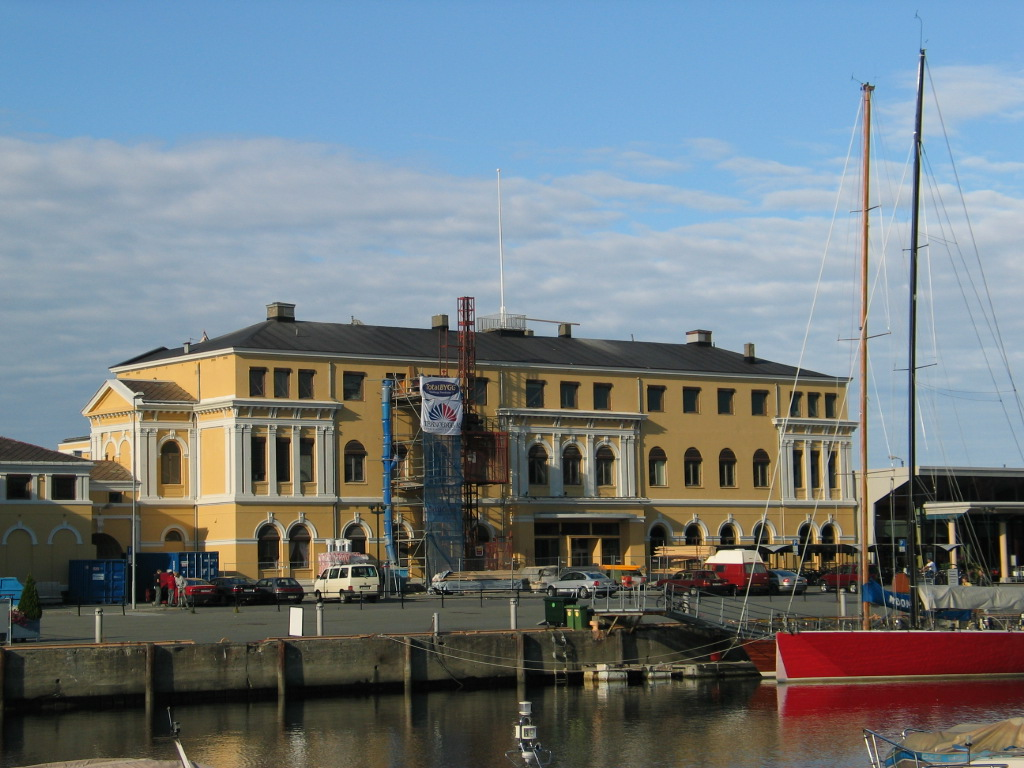
Gare centrale de Trondheim
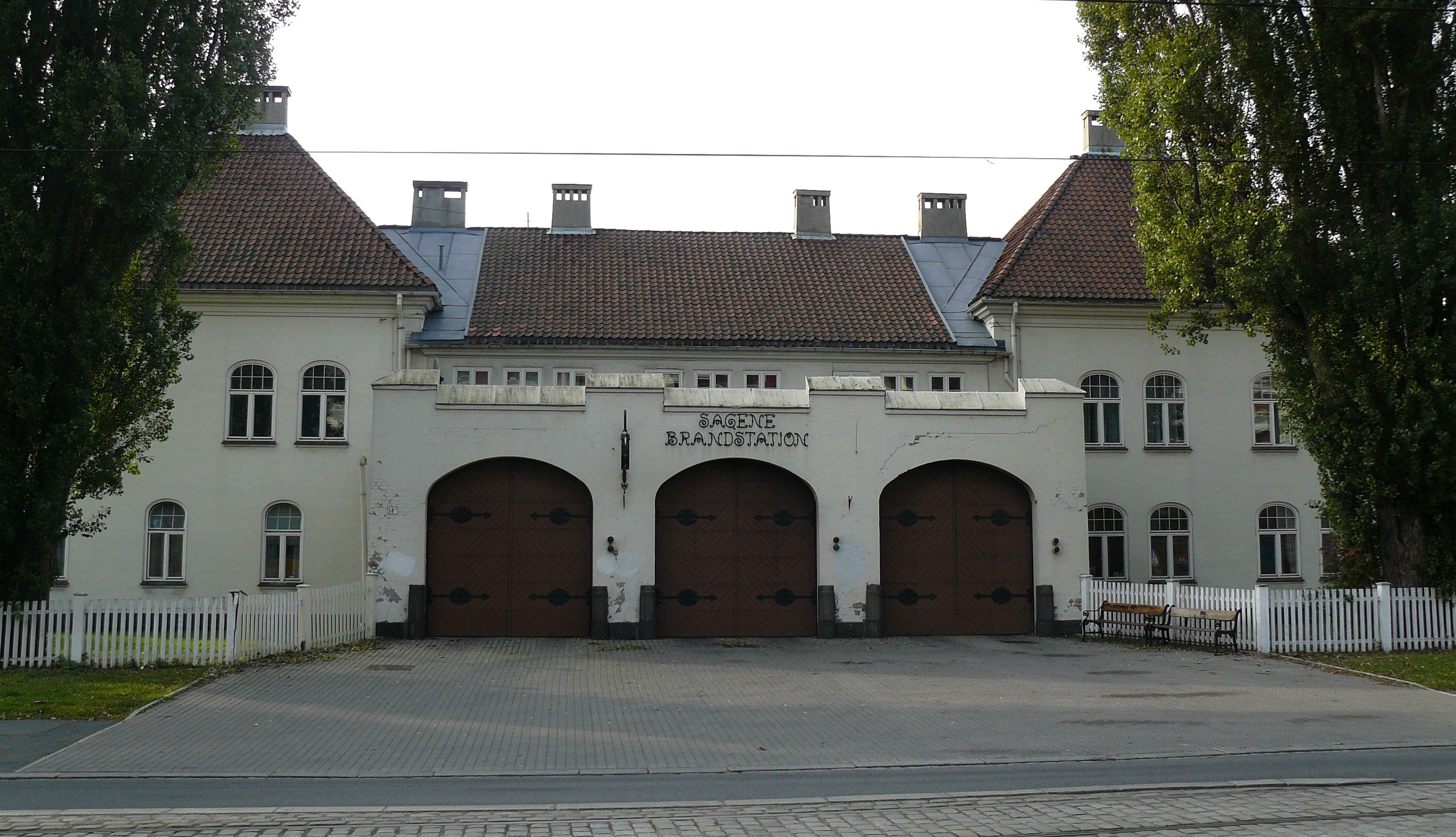
Caserne de Pompiers de Sagene à Oslo
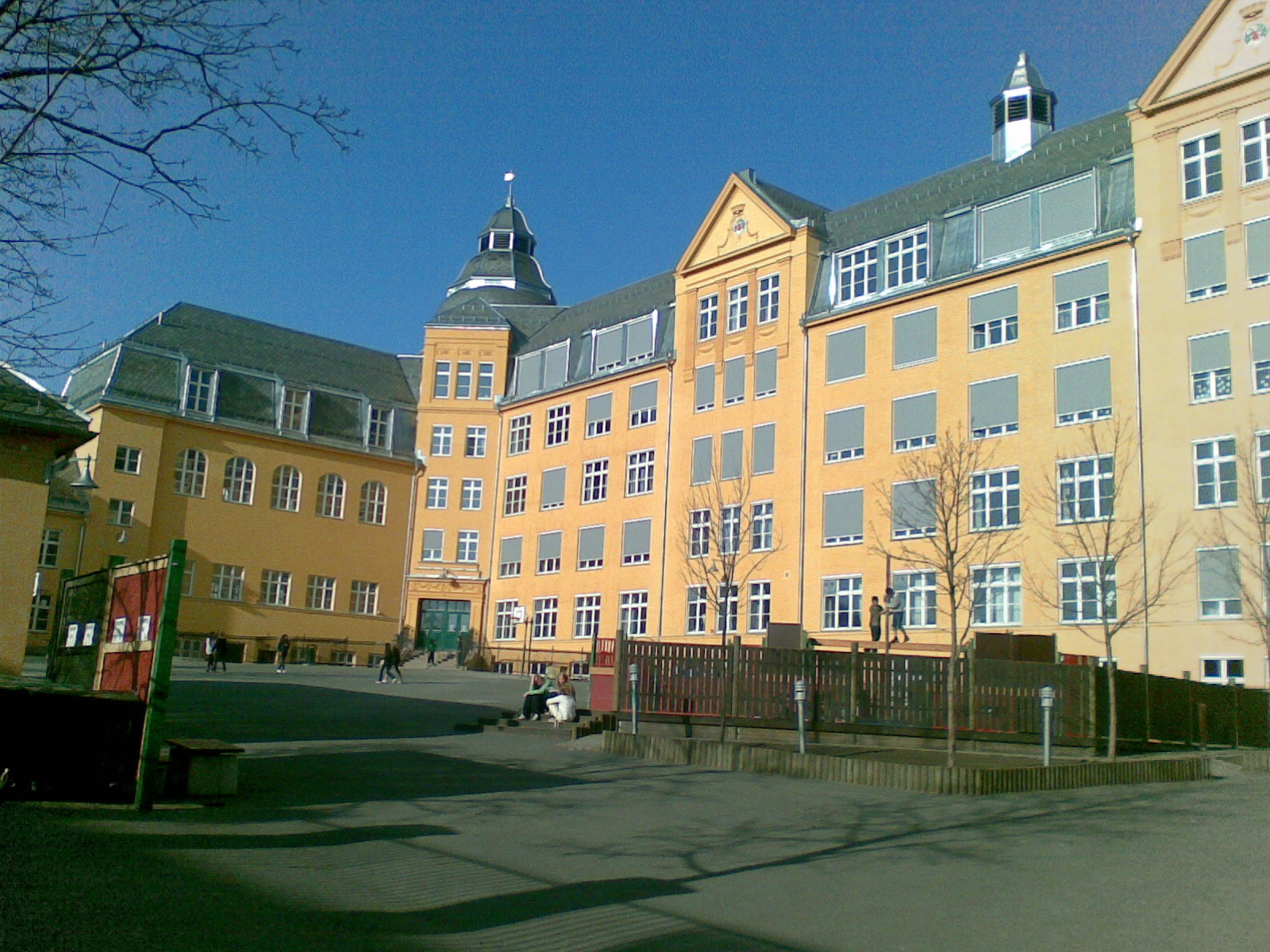
L'école Ila Skole à Oslo
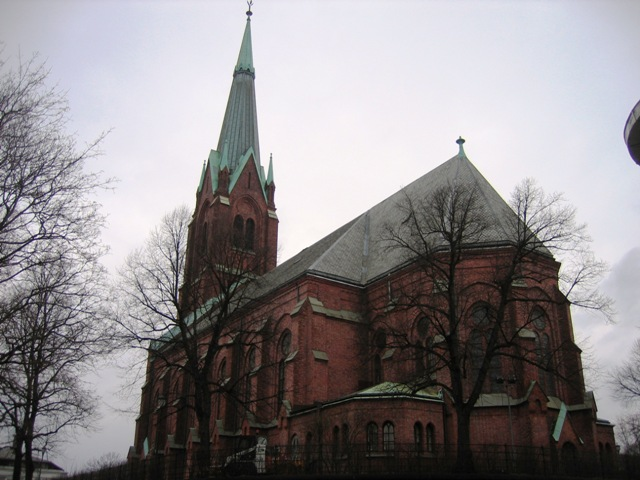
L'église Uranienborg à Oslo

## Hommage
Lange a été fait chevalier de la Légion d'honneur.